# Corner of the Sky
Corner of the Sky è un brano del gruppo musicale statunitense The Jackson 5 estratto nell'ottobre 1972 come primo singolo dall'album Skywriter, pubblicato l'anno successivo.

## Tracce
Versione 7"
1. Corner of the Sky – 3:35 (Schwartz)
2. To Know – 3:20 (The Corporation)